# Letecká fotografie

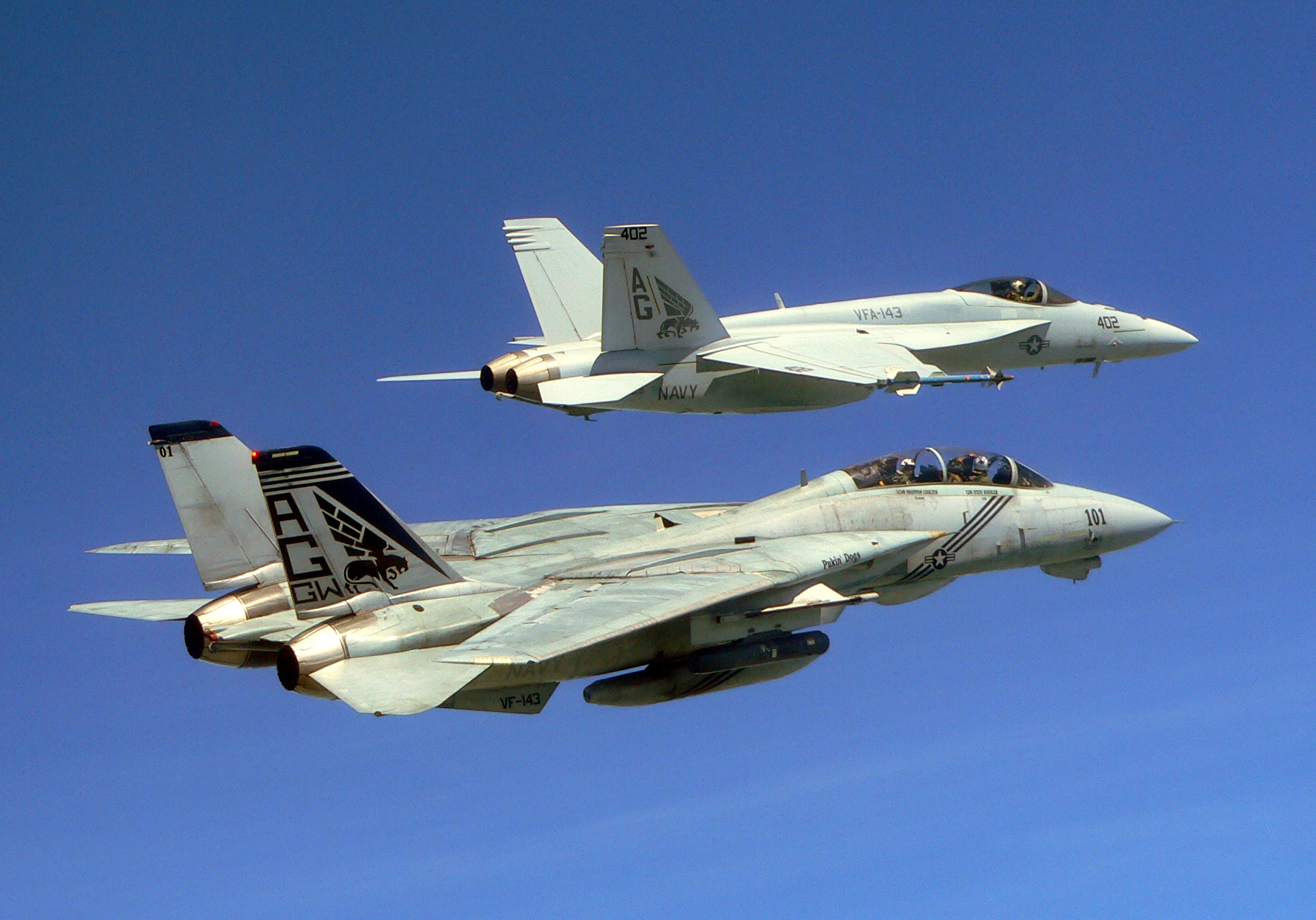
Letouny F-14 a F-18

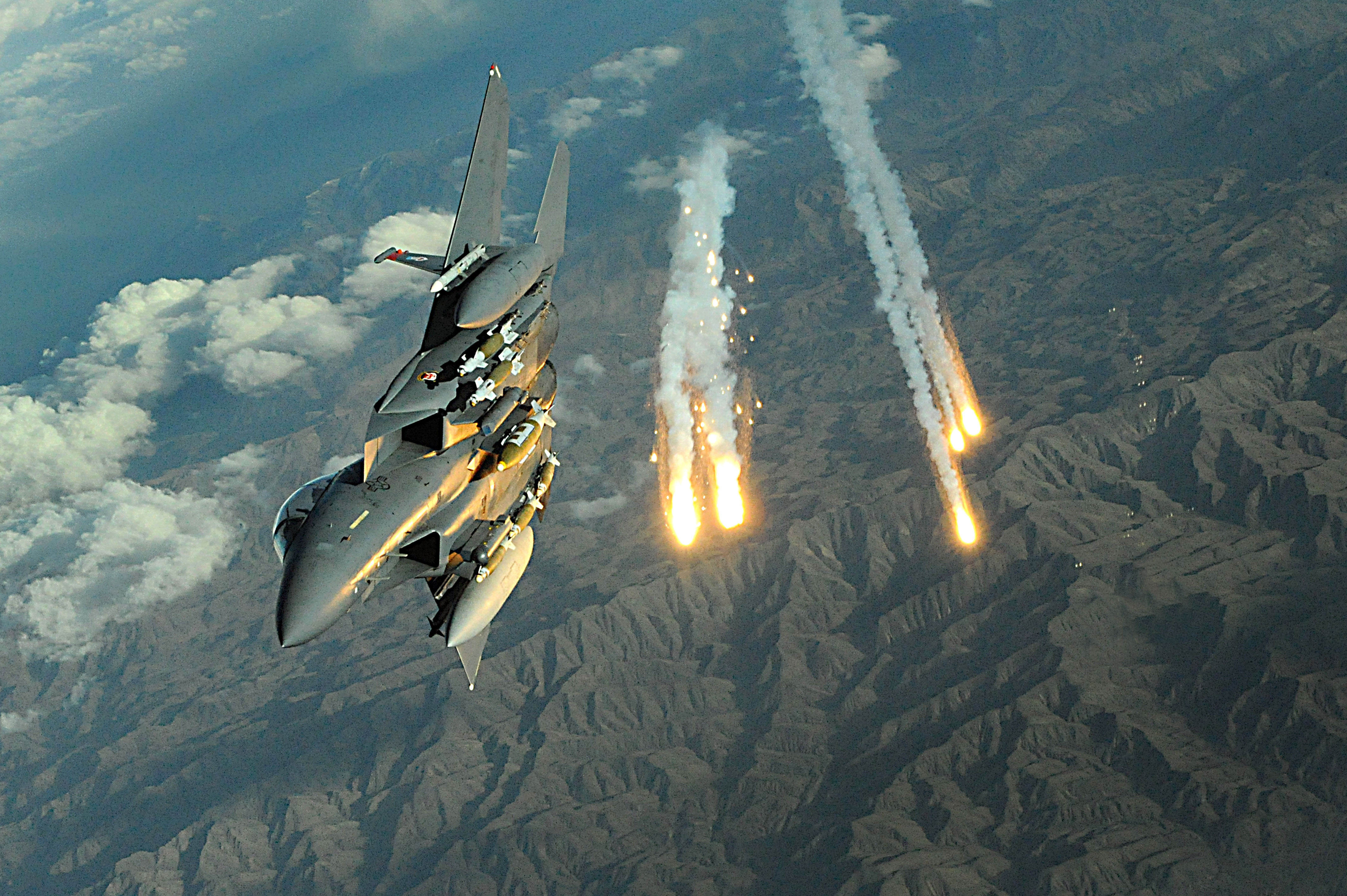
Letoun U.S. Air Force F-15E Strike Eagle

Letecká fotografie je metoda pořizování fotografických snímků z ptačí perspektivy z letících objektů. Může označovat také pořizování snímků letadel v letu nebo na zemi. Podobně jako jiné specializace, vyžaduje letecká fotografie znalosti zvláštních fotografických technik a letadel. Existuje více druhů letecké fotografie, například vzduch-vzduch, země-vzduch, tzv. ground-static a ovládaná na dálku.
Letoun je vybaven speciálním fotoaparátem, často s různými objektivy a rozsáhlými filmovými zásobníky. Fotoaparáty bývají usazeny na protivibračních montážích letadel. Používají se na rozsáhlé krajinné průzkumy pro kartografii, studium růstu velkých měst kvůli plánování jejich rozvoje, pátrání po stopách zanechaných dávnými civilizacemi a pozorování využití krajiny a rozdělení fauny a flóry.

## Historie
V březnu 1912 italský kapitán Carlo Piazza pořídil historicky první fotografie z letounu. Jednalo se o pozice tureckých vojsk během italsko-tureckého konfliktu. Během druhé světové války se v letecké fotografii používal například letecký fotoaparát Fairchild K-20 od firmy Fairchild pana Shermana Millse Fairchilda.
Významné využití letecké fotografie praktikovaly průzkumné letouny.
- Charles E. Brown byl profesionální letecký fotograf pracující pro noviny United Kingdom newspapers, letecký průmysl a na volné noze jako komerční fotograf s oficiální akreditací jako válečný zpravodaj.[2] Během rozvíjejícího se letectví ve 20. a 30. letech pracoval pro nejdůležitější výrobce letadel Fairey Aviation Company, de Havilland a Supermarine a pomáhal těmto společnostem prodávat nová letadla. Získal zakázky přímo od ministerstva letectví a admirality pro Fleet Air Arm. To mu umožnilo fotografovat pro Royal Air Force, letadla ze vzduchu a na základnách RAF.

- Eduard Spelterini (1852-1931) byl švýcarský průkopník létání, balonový kapitán a fotograf. Ve své 43leté kariéře pilota vzlétl 570krát, celkem s 1237 cestujícími. Používal skleněné desky bratří Lumièrů, které vyžadovaly expoziční dobu nejméně jednu třicetinu sekundy. Jednalo se o autochromové desky, které se daly reprodukovat barevným tiskem. Vytvářel z nich kolorované diapozitivy, které promítal na přednáškových turné po celé Evropě.

- Marcelin Flandrin (1889 Annaba, Alžírsko – 1957 Casablanca, Maroko) byl francouzský fotograf, který fotograficky dokumentoval Rifskou válku. Během první světové války působil u letectva a válku ukončil jako letecký pozorovatel, kdy fotograficky zdokumentoval celou řadu leteckých bojů. V roce 1921 zveřejnil v časopise L'Illustration záběry pořízené z letadla na trase Casablanca – Francie.[3] Jako první v Maroku praktikoval letecké snímkování.

Průkopníkem fotografování z letadla ve Švédsku byl Oscar Bladh. Městská knihovna v Uppsale obsahuje stovky jeho snímků z let 1934–37, 1947 a 1950, všechny s motivy z Uppsaly. Nejrozsáhlejší je však jeho sbírka Stockholmských obrázků. Ve více než pěti tisících negativů dokumentoval měnící se město a ilustroval dobu, kdy Stockholmská předměstí během poválečného období rostla.

## Galerie

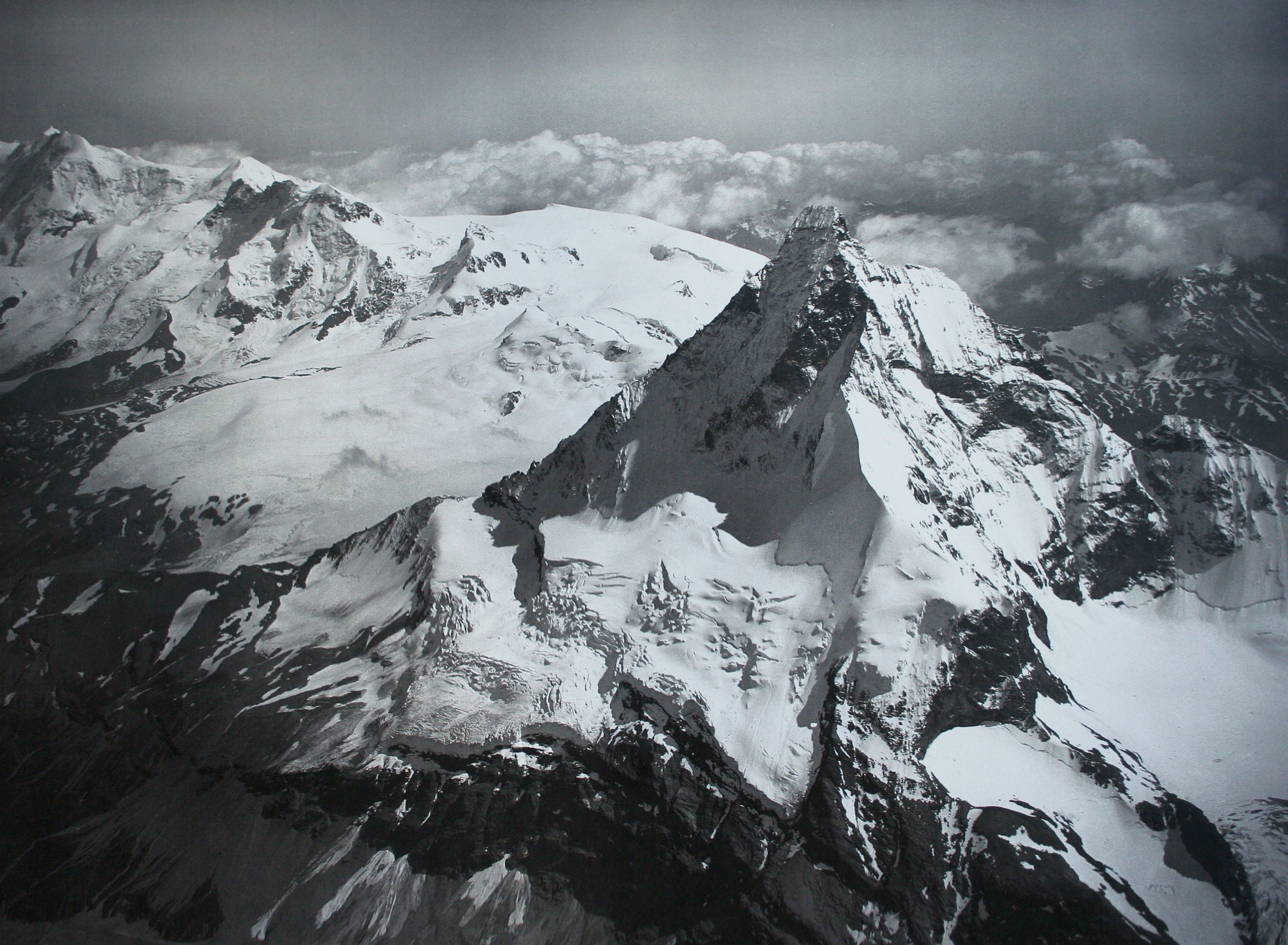
Eduard Spelterini: Matterhorn, 1910
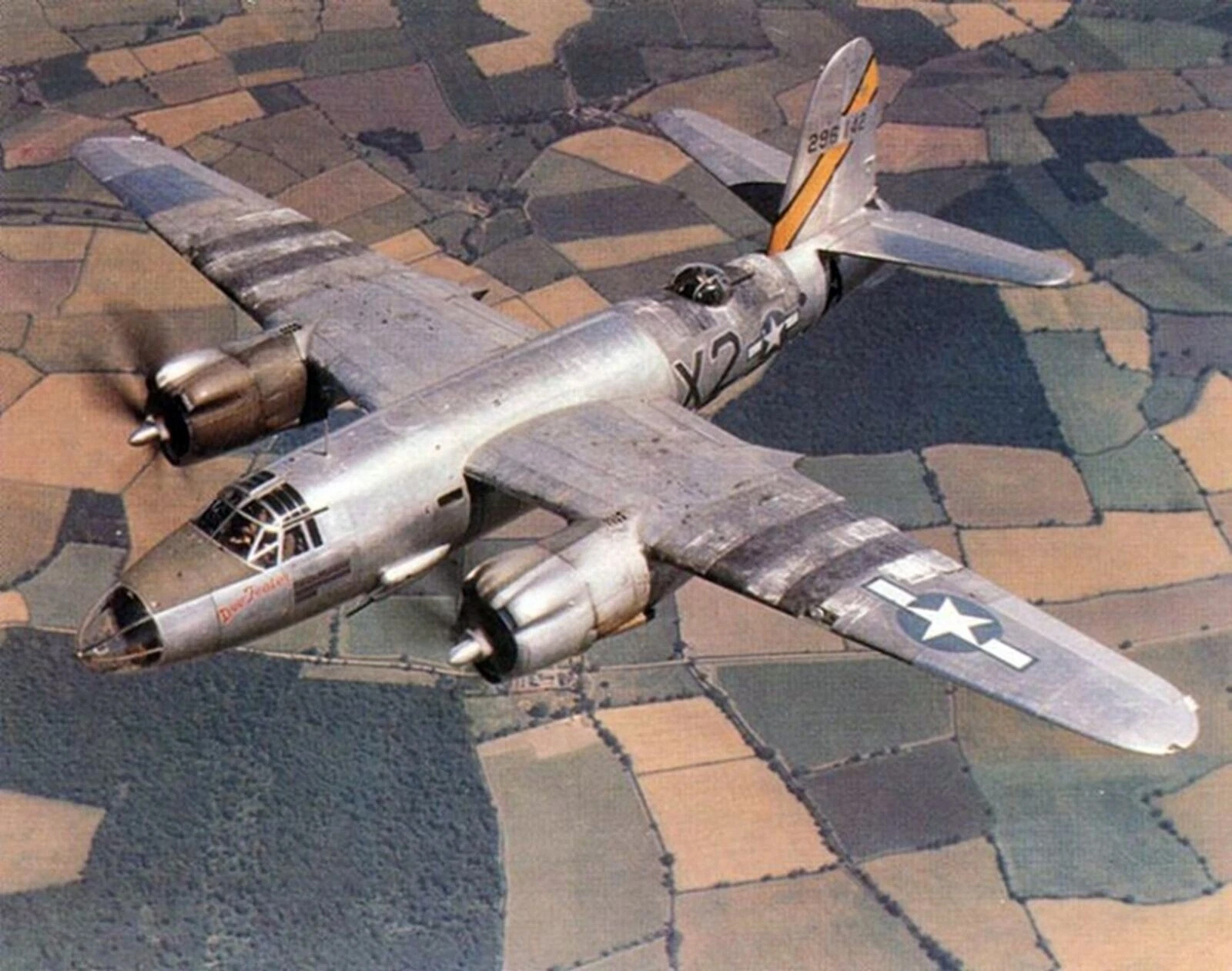
Charles E. Brown: B 26
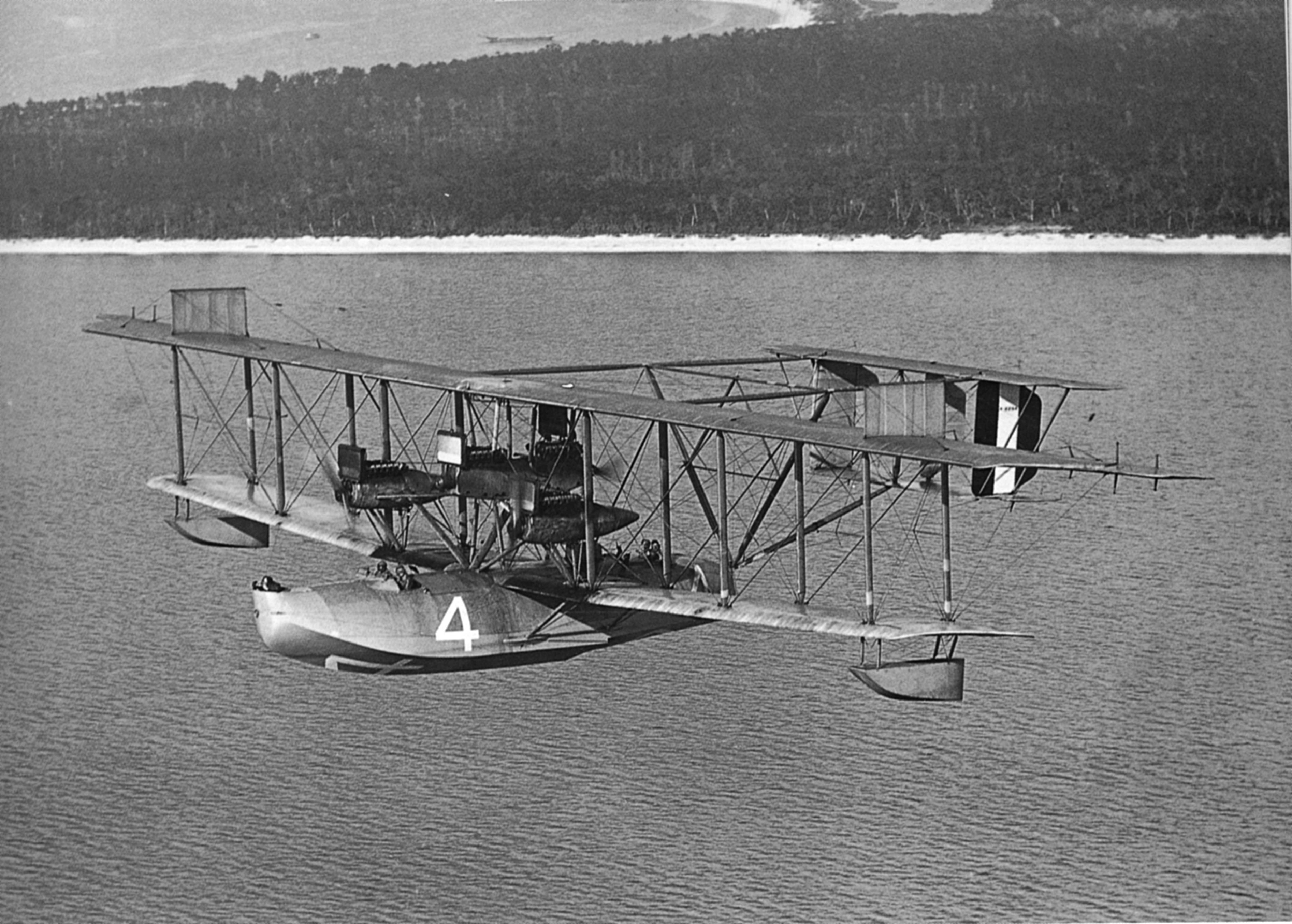
Curtiss NC-4
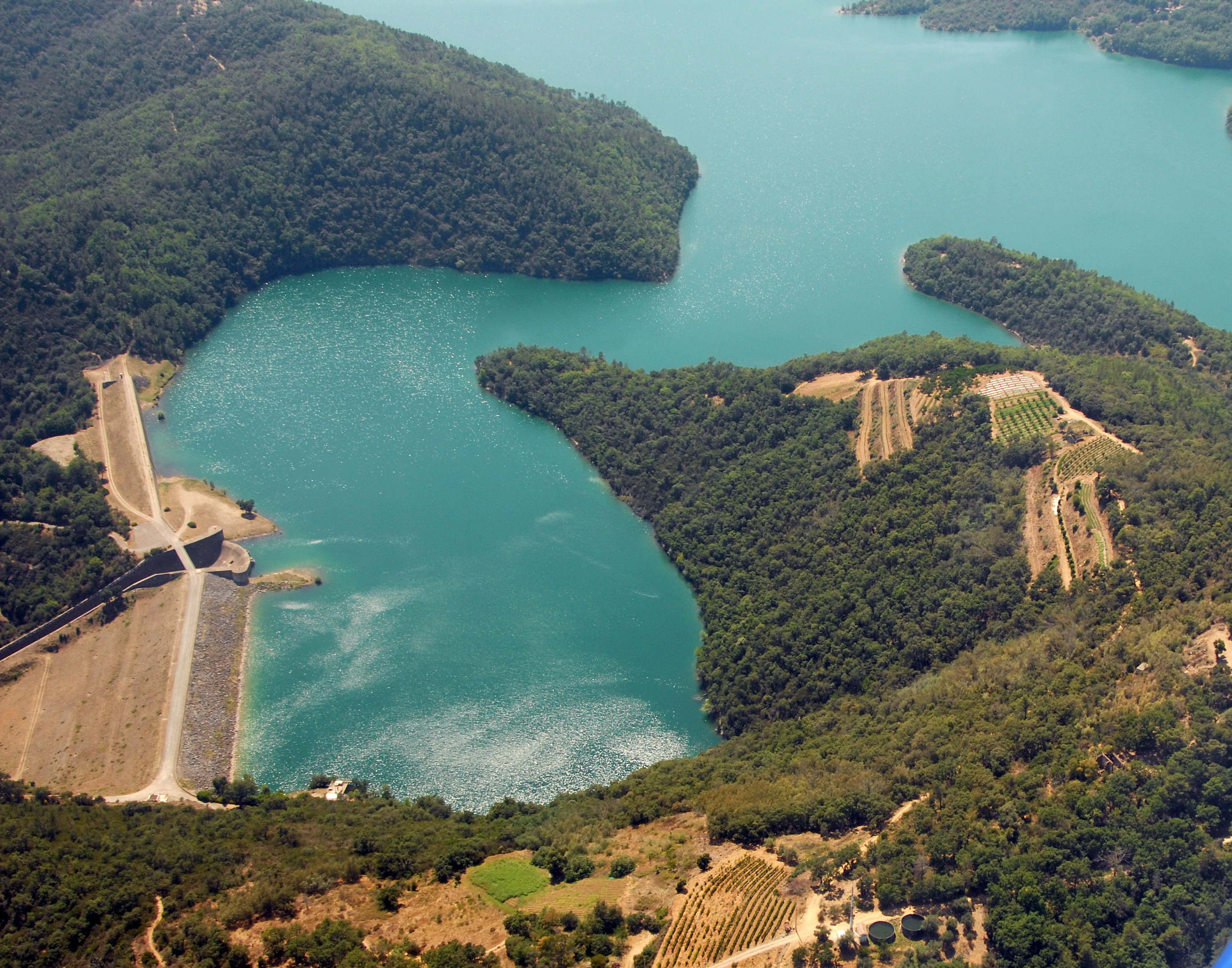
Jezero Saint-Cassien, Var
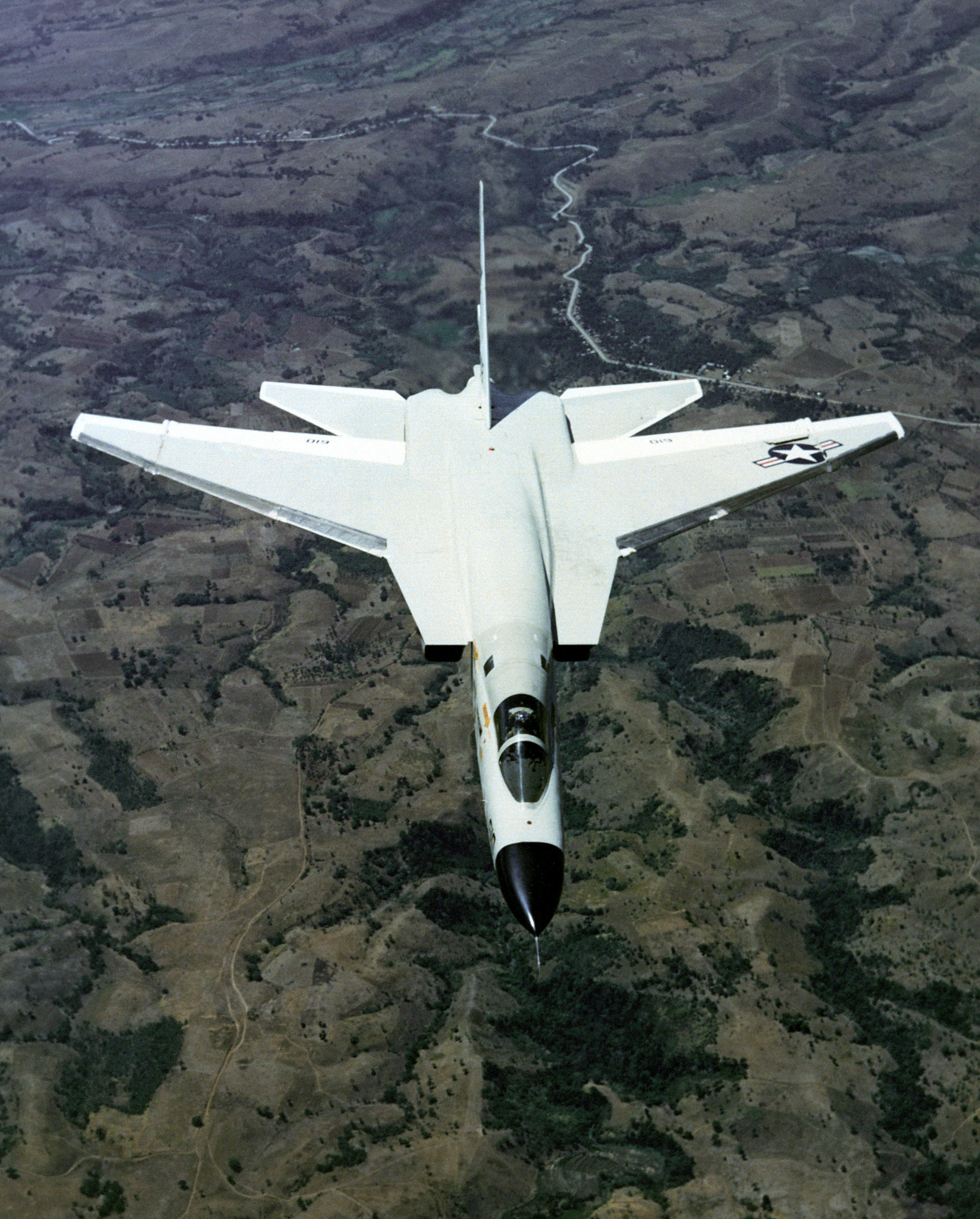
RA-5C
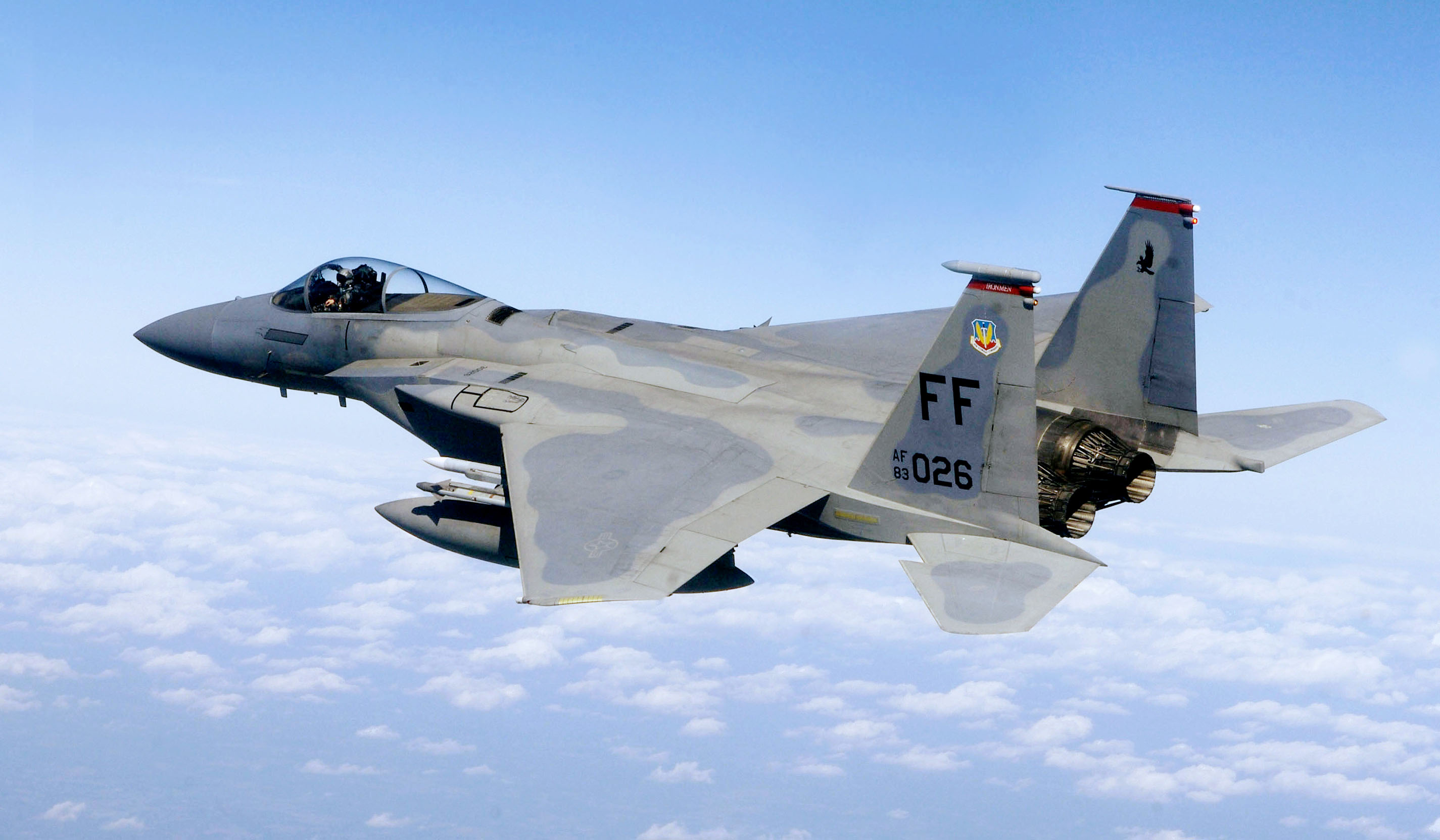
F-15 v letu
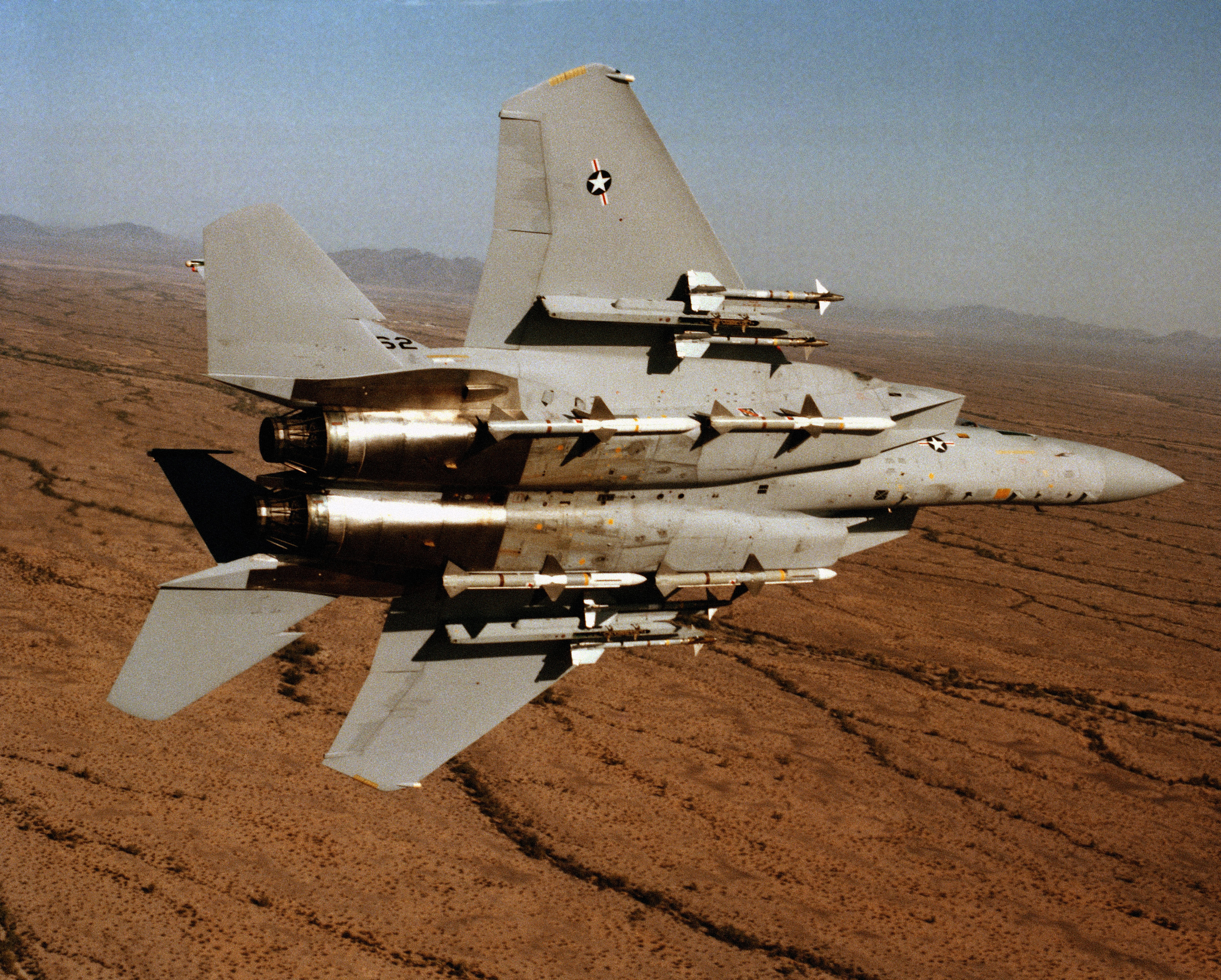
F-15 Eagle